# Coelognathus helena
Coelognathus helena là một loài rắn trong họ Rắn nước. Loài này được Daudin mô tả khoa học đầu tiên năm 1803.

## Hình ảnh

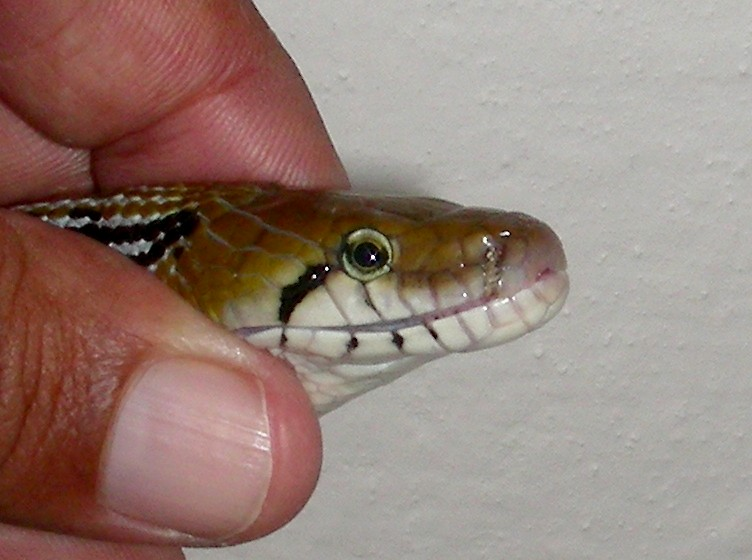
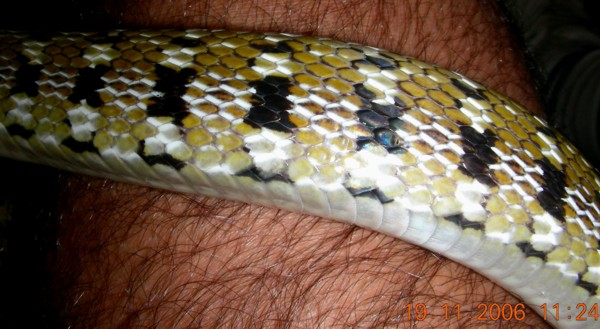
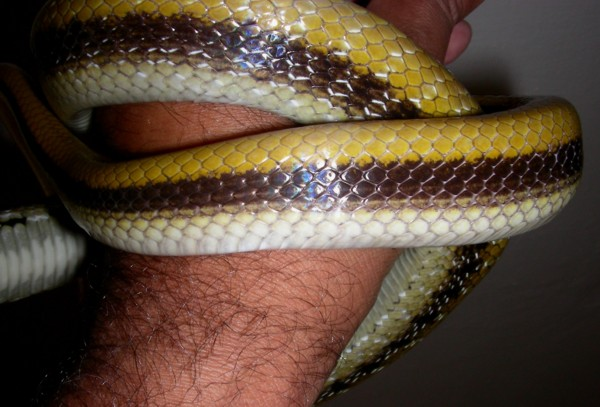
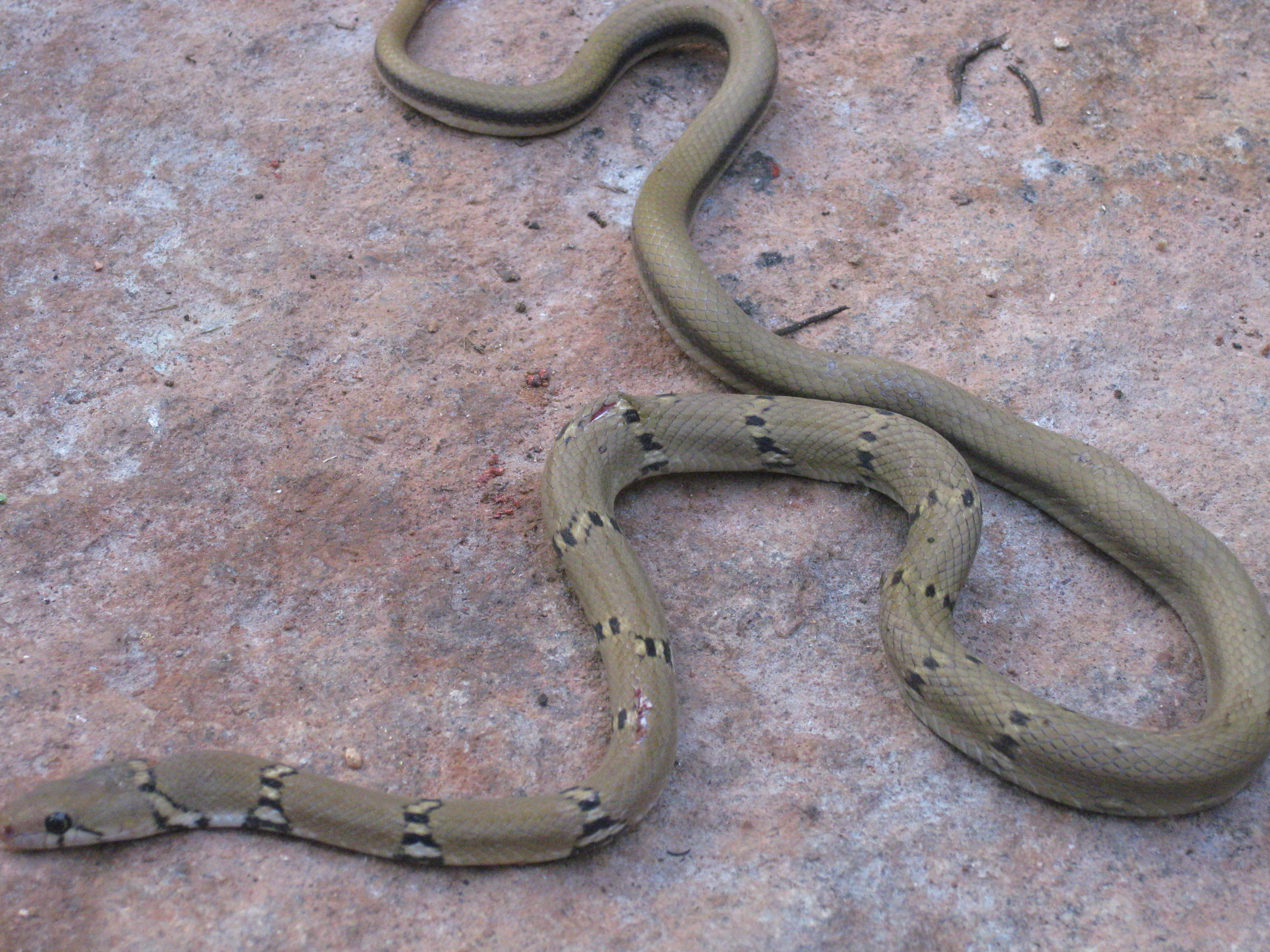